# 伊倉町 (名古屋市)
伊倉町（いくらちょう）は、愛知県名古屋市中区にあった地名。現在の錦一丁目・錦二丁目の各一部に相当する。
1丁目から4丁目が設定されていた。

## 地理
名古屋市中区中央部に位置していた。
東は袋町3丁目・桶屋町3丁目・本重町3丁目・園井町2丁目、西は袋町2丁目・下園町2丁目・本重町2丁目・園井町1丁目、南は広小路通4丁目・5丁目、北は伝馬町3・4丁目に接していた。

## 歴史
江戸時代は北に淀町、南に米倉町と接する、伝馬町筋と本重町筋間2丁の町であったが、明治4年に米倉町を併合した。

### 地名の由来
伊倉町・米倉町とともに、清洲越しの際に移った町であり、鯏浦（いぐいうら）町・下鯏浦町とそれぞれ称していたが、承応2年に発音しづらいという理由により、伊倉町・伊倉町下之切と改称したという。伊倉町の名は鯏浦の発音に近いことから、米倉町の名は伊倉町との区別をつけるために改称されたものとされる。鯏浦町は、海西郡（現海部郡）の鯏浦村の村民が移住したことによるという説がある。

### 沿革
- 清洲越しにより現在地に鯏浦町・下鯏浦町として成立[5]。
- 1653年（承応2年）- 読みづらいとの理由により鯏浦町が伊倉町に、下鯏浦町が伊倉町下之切と改称される[5]。
- 1871年（明治4年）9月29日 - 伊倉町が米倉町を併合する[1]。
- 1908年（明治41年）4月1日 - 西区成立に伴い、同区伊倉町となる[1]。
- 1912年（大正元年）9月 - 蜜蜂を取り扱う合名会社東洋養蜂所が町内に設立される[7]。
- 1936年（昭和11年）1月1日 - 一部が広小路通に編入される[1]。
- 1944年（昭和19年）2月11日 - 栄区成立に伴い、同区伊倉町となる[1]。
- 1945年（昭和20年）11月3日 - 栄区廃止に伴い、中区伊倉町となる[1]。"
- 1966年（昭和41年）3月30日 - 住居表示の実施に伴い、錦一丁目・錦二丁目に編入され、消滅[1]。

## 施設
- 真言宗延命院[5]
- 医王寺[5]
- 天台宗福泉寺[5]